# Хеміссет
Хеміссет (араб. الخميسات) — місто в Марокко. Розташоване в регіоні Рабат — Сале — Кенітра між столицею країни, Рабатом, та містом Мекнесом. Населення становить 131 542 осіб (перепис 2014 року).
У 1912 — 1914 роках у цьому місці французькою адміністрацією було побудовано вузькоколійну залізницю від Рабату через Сук-ель-Абра-де-Сеуль, Тіфлет, Дар-Каїд-Бу-Дріс до Хеміссета. Вона була демонтована до 1942 року.
Населення Хеміссета переважно берберського походження з гір Середнього Атласу. Вони розмовляють берберськими мовами. Проте мешканці Хеміссету (осболиво молоде покоління) до того ж знають марокканський діалект арабської мови.
| Марокко | Це незавершена стаття з географії Марокко. Ви можете допомогти проєкту, виправивши або дописавши її. |